# Кенцинген
Кенцинген (нем. Kenzingen) — город в Германии, в земле Баден-Вюртемберг. 
Подчинён административному округу Фрайбург. Входит в состав района Эммендинген.  Население составляет 9232 человека (на 31 декабря 2010 года). Занимает площадь 36,93 км². Официальный код  —  08 3 16 020.
Город подразделяется на 4 городских района.